# Namibie aux Jeux du Commonwealth
La Namibie participe aux Jeux du Commonwealth depuis les Jeux de 1994 à Victoria, au Canada.
Colonie sud-africaine, soumise aux politiques d'apartheid, la Namibie obtient son indépendance en 1990 et devient membre du Commonwealth des Nations. Le pays participe dès lors à toutes les éditions des Jeux, et y obtient à chaque fois des médailles. Les Namibiens ont obtenu neuf médailles en athlétisme, cinq en boxe, trois en tir, et un en boulingrin. Leur meilleur athlète, figure emblématique du sport namibien, est le sprinteur Frankie Fredericks, double champion et détenteur depuis 1994 du record des Jeux sur 200 mètres, en 19,97 secondes.

## Médailles
Résultats par Jeux :
| Année | Médaille d'or | Médaille d'argent | Médaille de bronze | Total |
| ----- | ------------- | ----------------- | ------------------ | ----- |
| 1994  | 1             | 0                 | 1                  | 2     |
| 1998  | 0             | 2                 | 1                  | 3     |
| 2002  | 1             | 0                 | 4                  | 5     |
| 2006  | 1             | 0                 | 1                  | 2     |
| 2010  | 0             | 1                 | 2                  | 3     |
| 2014  | 0             | 1                 | 2                  | 3     |
| Total | 3             | 4                 | 11                 | 18    |

Médaillés namibiens :
| Nom                                      | Jeux | Médaille           | Discipline | Épreuves                                    | Résultat                               |
| ---------------------------------------- | ---- | ------------------ | ---------- | ------------------------------------------- | -------------------------------------- |
| Frankie Fredericks                       | 1994 | Médaille d'or      | Athlétisme | 200 mètres hommes                           | 19 s 97 (record des Jeux)              |
| Frankie Fredericks                       | 2002 | Médaille d'or      | Athlétisme | 200 mètres hommes                           | 20 s 06                                |
| Jafet Uutoni                             | 2006 | Médaille d'or      | Boxe       | - de 48 kg hommes                           |                                        |
| Frankie Fredericks                       | 1998 | Médaille d'argent  | Athlétisme | 100 mètres hommes                           | 9 s 96                                 |
| C. du Plessis L. Lindsay-Payne           | 1998 | Médaille d'argent  | Boulingrin | Paire femmes                                |                                        |
| Jafet Uutoni                             | 2010 | Médaille d'argent  | Boxe       | - de 49 kg hommes                           | battu 4:8 pts par Patrick Barnes (NIR) |
| Jonas Jonas                              | 2014 | Médaille d'argent  | Boxe       | - de 64 kg hommes                           | battu 0:3 pts par Josh Taylor (SCO)    |
| Frankie Fredericks                       | 1994 | Médaille de bronze | Athlétisme | 100 mètres hommes                           | 10 s 06                                |
| Elizabeth Mongudhi                       | 1998 | Médaille de bronze | Athlétisme | Marathon femmes                             | 2 h 43 min 28 s                        |
| Agnes Samaria                            | 2002 | Médaille de bronze | Athlétisme | 800 mètres femmes                           | 1 min 59 s 15                          |
| Veikko Josua                             | 2002 | Médaille de bronze | Boxe       | - de 57 kg hommes                           |                                        |
| Ali Nuumbembe                            | 2002 | Médaille de bronze | Boxe       | - de 67 kg hommes                           |                                        |
| Friedhelm Sack Leon Malherbe             | 2002 | Médaille de bronze | Tir        | 10 m pistolet à air paire hommes            | 1134 points                            |
| Friedhelm Sack                           | 2006 | Médaille de bronze | Tir        | 10 m pistolet à air hommes                  | 677,2 points                           |
| Johanna Benson                           | 2010 | Médaille de bronze | Athlétisme | 100 m T37 femmes (handisport)               | 14 s 81                                |
| Gaby Ahrens                              | 2010 | Médaille de bronze | Tir        | Trap femmes                                 | 88 points                              |
| Lahja Ishitile (guide : David Ndeilenga) | 2014 | Médaille de bronze | Athlétisme | 100 m T12 femmes (handisport)               | 13 s 48                                |
| Johanna Benson                           | 2014 | Médaille de bronze | Athlétisme | Saut en longueur F37/38 femmes (handisport) | 3,82 mètres                            |